# Касарна Хорнверк
Касарна Хорнверк или Једноспратна касарна изграђена је у другој половини 18. века на југоисточној страни Петроварадинске тврђаве, Хорнверку.
Зграда касарне је спратна, у основи облика ћириличног слова „Г”, са дужим трактом постављеним упоредо са куртином која повезује бастионе Св. Карла и Св. Елизабете. Обликована у стилу класицизма, складних пропорција, сведене декорације са наглашеним поткровним и међуспратним венцем и плитким пиластрима који фланкирају угаоне вертикале. Унутрашња организација је једноставно конципирана са централно постављеним холом у дужем и средишњем ходником у краћем крилу из којих се улази у све просторије, како у приземљу, тако и на спрату.
Од средине 70-тих година 20. века зграда је адаптирана за потребе Академије уметности, која се и данас у њој налази.